# Elegguá
Eleguá o Elegguá, «Èṣù-Ẹlẹ́gbára» en yoruba, es una de las deidades de la religión yoruba. En la santería sincretiza con el Santo Niño de Atocha, San Martín de Porres o con San Antonio de Padua.
Eleguá, también nombrado como Liguá, Liwaa, Leguá y otros, es el dueño de los caminos y el destino, es el que abre o cierra el camino de la vida, prosperidad, felicidad suerte o desgracia e incluso puede determinar sobre las influencias de otros egguns; es muy travieso y su nombre significa «el mensajero príncipe».

## El orishá
Es la protección primera, ya que es él quien abre los caminos para continuar en la religión. Los no iniciados o aleyos deben recibirlo o consagrarlo como primero. Es la vista que sigue un camino, se convierte en un guerrero temible y feroz cuando se une a Oggún y Oshosi, nada lo detiene. Eleguá es uno de los primeros Oshas u Orishas que se recibe. Es el primero del grupo de los cuatro guerreros —Elegguá, Oggún, Ochosi y Osun— y ganó suficientes privilegios para ocupar ese sitio. En la naturaleza está simbolizado por las rocas. Eleguá vino al plano terrenal acompañando al Osha Obbatalá. Es considerado el mensajero fundamental de Olofi.

## Familia
En uno de sus caminos fue hijo de Okuboro y Añagui, reyes de la región de Egbá y en otro, de Obatalá y Yembo, hermano de Dada, Ogun, Ochosi y Osun, y hermano ejemplar de Shangó y Orunmila o Ilde Orula.

## Ofrendas y bailes
A Eleguá se le ofrece pescado y jutía ahumada, maíz tostado, coco, manteca de corojo, aguardiente, tabaco, dulces, juguetes y caramelos de todo tipo. Sus elekes son de cuentas rojas y negras alternadas. Se le inmolan chivos, gallos, pollos, jutías —en las ocasiones que lo ameriten— y otros animales que conllevan ceremoniales más complejos.

## Patakki de Eleguá
Furibundo con sus descendientes al saber que Ogún había querido tener relaciones sexuales con su propia madre, Obatalá ordenó ejecutar a todos los varones. Cuando nació Changó, su hermano Eleguá se lo llevó escondido a su hermana mayor, Dadá, para que lo criara. Al poco tiempo nació Orula, el otro hermano, Eleguá, también temeroso de la ira de Obatalá, lo enterró al pie de la ceiba y le llevaba comida todos los días. El tiempo transcurrió y un buen día Obatalá cayó enfermo. Eleguá buscó rápido a Changó para que lo curara. Luego de que el gran médico Changó curó a su padre, Eleguá aprovechó la ocasión para implorar de Obatalá el perdón de Orula. Obatalá accedió y concedió el perdón. Changó lleno de gozo cortó la ceiba y de ella labró un hermoso tablero y junto con él le dio a su hermano Orunmila el don de la adivinación. Desde entonces Orunmila dice: «Maferefun Eleguá, maferefun Changó, Elegbara».

## Aspectos relevantes
Elegguá es un ser que forma parte de «los primeros», es uno de los seres que más poder autoritario posee sobre otros egguns u orichas. Casi todos los orichas por obligación deben de respetar a Elegguá, ya que su poder sobre el control de los caminos y en cierta manera de los destinos abarca hasta los poderes de ellos mismos.
Su símbolo, el círculo y las flechas, está presente en su totalidad en todas las casas de Ifá y su jerarquía alcanza niveles superiores a Changó, ya que él es perteneciente a la hermandad de Ochosi, Oddúa y Oggún.

## Atributos
Eleguá se asienta en una otá —piedra—, otá conchífera, de arrecife, otá con carga, caracol cobo con carga, un coco seco o de masa con carga. Se coloca en una vasija plana. Sus atributos son:
- Los cascabeles
- Un garabato, bastón, de guayaba
- Una trampa de ratón
- Monedas
- Juguetes de niño: bolitas, pitos, matracas, trompos, cometas
- Sombrero de guano o paja
- Una maraca pintada con sus colores
- Llaves de puertas
- Pepitas de oro
- Monedas de plata

Sus elekes, collares, son de cuentas rojas y negras alternadas.

## Diloggún
Habla por todos los odú por este pertenecerle, pero fundamentalmente lo hace por Oddi, Okana Sode y Ojuani Shogbe, siempre y cuando cuente con el permiso de los odú.

## Sincretismo
Como parte de la transculturación y del peligro que vieron los esclavos traídos a Cuba de perder sus raíces, cada santo adoptó el nombre de un santo católico. También está el hecho de que los esclavos venían de diferentes partes de África y en cada uno se le llamaba diferente.
| St. Católicos                                                         | Kimbisa       | Mayombe     | Abakuá          | Brillumba                             | Arará    | Iyesá | Gangá |
| S. Antonio de Padua S. Martín de Porres Sto Niño de Atocha Ánima Sola | Enkuyo Lucero | Obiná Efisá | Mañunga Lubamba | Tocoyo Yohó Makeno Ogguiri Elú Kenene | Elegbara | Gewá  |       |

## Caminos
Se dice que Elegguá tiene 21 caminos, aunque algunos sostienen que son 101 o más. En cada uno de ellos tiene una característica o responsabilidad diferente relacionada con el lugar de la casa o la naturaleza donde vive. A continuación se nombran algunos de ellos.
- Elegua Abaile
- Elegua Afrá
- Elegua Agbanukué (Agbanuké).
- Elegua Akéru
- Elegua Agongo Ogo
- Elegua Akesan
- Elegua Alá Le Ilú
- Elegua Alá Lu Banshé
- Elegua Alaroye Akokelebiyú
- Elegua Awó Bara
- Elegua Elufé
- Eshu Lode
- Eshu Igide
- Eshu Kaminalowá
- Eshu Akarajéu
- Eshu Aselu
- Eshu Ijelú
- Eshu Alalúbanse
- Eshu Diki
- Eshu Dare
- Eshu Bara Dage
- Eshu Afrodi
- Eshu Abanunkue
- Eshu Abalonke
- Eshu Aberu
- Eshu Aganika
- Eshu Agomeyo
- Eshu Agongo Olo Onya
- Eshu Agongo Ogo
- Eshu Alaguana
- Eshu Anaquil
- Eshu Ananaki
- Eshu Aroni
- Eshu Beleke
- Eshu Batiye
- Eshu Biri
- Eshu Echenike
- Eshu Ekileyo
- Eshu Grillelu
- Eshu Ekuboro
- Eshu Loboni
- Eshu Laroye
- Elegua Laye
- Elegua Okada
- Elegua Sokere
- Elegua Aye
- Elegua Elefe
- Elegua Manzaquillo
- Elegua Elegbara
- Elegua Odara
- Elegua Agogo
- Elegua Awala Boma
- Elegua Oro
- Elegua Obasin
- Elegua Alaketu
- Elegua Isheri
- Elegua Gogo
- Elegua miguel

## Relaciones
Se sabe que tuvo una relación muy íntima con Oshùn aunque no fueron pareja, al contrario de Yemaya a la cual si entregó su amor cuando él se convirtió en hombre.

## Trilogía
Forma una trilogía con Oggún y Oshosi.